# Guseyn Ruslanzada
Guseyn Ruslanzada (ur. 1997) – kanadyjski zapaśnik walczący w stylu wolnym. Wicemistrz panamerykański z 2020. Brązowy medalista igrzysk frankofońskich w 2017 roku. Zawodnik Concordia University.